# Agata Matejczuk
Agata Matejczuk (ur. 27 listopada 1981) – polska lekkoatletka uprawiająca biegi długodystansowe, specjalizująca się w biegu 24-godzinnym.

## Życiorys
W 2014 roku podczas Mistrzostw Polski w biegu 24-godzinnym w Katowicach zdobyła srebrny medal z wynikiem 204,181 km.
W 2015 roku podczas Mistrzostw Polski w biegu 24-godzinnym w Łyse zdobyła brązowy medal z wynikiem 189,646 km.
Podczas Mistrzostw Europy w biegu 24-godzinnym w Turynie zdobyła srebrny medal drużynowo z wynikiem 219,084 km.
Podczas Mistrzostw Świata w biegu 24-godzinnym w Turynie zdobyła brązowy medal drużynowo z wynikiem 219,084 km.
W 2016 roku podczas Mistrzostw Europy w biegu 24-godzinnym w Albi zdobyła brązowy medal indywidualnie, oraz złoty medal drużynowo z wynikiem 232,285 km.
W 2017 roku podczas Mistrzostw Polski w biegu 24-godzinnym w Łodzi zdobyła brązowy medal z wynikiem 230,037 km.
Podczas Mistrzostw Świata w biegu 24-godzinnym w Belfaście zdobyła srebrny medal drużynowo z wynikiem 228,603 km.

## Osiągnięcia
| Rok  | Impreza                                      | Miejsce | Konkurencja   | Pozycja     | Wynik     |
| ---- | -------------------------------------------- | ------- | ------------- | ----------- | --------- |
| 2015 | Mistrzostwa Europy w biegu 24-godzinnym 2015 | Turyn   | indywidualnie | 10. miejsce | 219 084 m |
| 2015 | Mistrzostwa Europy w biegu 24-godzinnym 2015 | Turyn   | drużynowo     | 2. miejsce  | 678 468 m |
| 2015 | Mistrzostwa Świata w biegu 24-godzinnym 2015 | Turyn   | indywidualnie | 14. miejsce | 219 084 m |
| 2015 | Mistrzostwa Świata w biegu 24-godzinnym 2015 | Turyn   | drużynowo     | 3. miejsce  | 678 468 m |
| 2016 | Mistrzostwa Europy w biegu 24-godzinnym 2016 | Albi    | indywidualnie | 3. miejsce  | 232 285 m |
| 2016 | Mistrzostwa Europy w biegu 24-godzinnym 2016 | Albi    | drużynowo     | 1. miejsce  | 701 429 m |
| 2017 | Mistrzostwa Świata w biegu 24-godzinnym 2017 | Belfast | indywidualnie | 16. miejsce | 228 603 m |
| 2017 | Mistrzostwa Świata w biegu 24-godzinnym 2017 | Belfast | drużynowo     | 2. miejsce  | 741 886 m |